# مگس‌گیر اوجی
مگس‌گیر اوجی (نام علمی: Myiarchus apicalis) گونه‌ای از پرندگان تیرهٔ ژیان‌مرغان و بومی کلمبیا است. زیستگاه طبیعی آن جنگل‌های خشک نیمه‌گرمسیری یا گرمسیری و مناطق باز خشک و نیمه‌خشک است.
نرها و ماده‌ها از نظر ظاهری یکسان هستند. نوجوانان دارای لبه‌های نازک روی پرهای بال خود هستند.